# 理性沉睡，心魔生焉
理性沉睡，心魔生焉（西班牙語：El sueño de la razón produce monstruos）是西班牙画家弗朗西斯科·戈雅创作的铜版画。这幅画是Los Caprichos 系列80幅铜版画中的第43幅，于1797–1799年间创作，原本为这个系列的卷首. 画面上作者的自画像埋头在自己的双臂里，一群猫头鹰（象征愚蠢）和蝙蝠（象征无知）于周围伺机攻击。对于拥护启蒙运动的人而言这幅画描绘了人的理性被压制时所暴露出的问题。然而它也可以被解读为戈雅献身创作和浪漫主义精神的表现——释放自己的想象力、情感甚至最恐怖的梦魇。可以说这幅画在整个Los Caprichos系列中最富盛名，起标题亦经常被引用，例如史蒂芬·金的恐怖小说《闪灵》一书的开头。